# Amazona caragroga
L'amazona caragroga (Alipiopsitta xanthops) és una espècie d'ocell de la família dels psitàcids i única espècie del gènere Alipiopsitta. Habita zones boscoses de l'est de Bolívia i centre i est del Brasil.
Inicialment es considerava dins del gènere Amazona, però alguns estudis van demostrar que estava més emparentada amb el lloro cuacurt (Graydidascalus brachyurus) i els ocells del gènere Pionus. Arran d'aquest descobriment es va proposar assignar-la al gènere Salvatoria, però el 2006 es va acabar canviant el nom a Alipiopsitta, ja que era un homònim del gènere de poliquets Salvatoria McIntosh (1885). Com que és de la família Psittacidae a vegades també apareix descrita com a Psittacus xanthops.